# Комесарска управа
Комесарска управа, или Комесарска влада, била је краткотрајна српска колаборационистичка марионетска влада успостављена на Подручју Војног заповједника у Србији, а које било дио Краљевине Југославије стављен под окупациону војну управу Вермахта након инвазије, окупације и подјеле Југославије у априлу 1941. године. Управа је дјеловала од од 30. априла до 29. августа 1941. године, а на челу је био Милан Аћимовић. Од десет комесара, четири су раније била министри у различитим југословенским владама, а двојица су била помоћници министара. Чланови управе су имали проњемачке, антисемитске и антикомунистичке ставове и вјеровали су да ће Њемачка побиједити у рату. Аћимовићева управа није имала ни привидну моћ и била је само инструмент њемачког окупационог режима. Под потпуном контролом њемачког Војног заповједника у Србији, надзор над њеним свакодневним дјеловањем спроводио је начелник њемачког административног особља, СС бригадерфирер и државни савјетник, Харалд Турнер. Једна од његових најранијих задатака било је примјена њемачких наређења везаних за регистрацију Јевреја и Рома који живе на окупираној територији, те стављање строгих ограничења на њихове слободе.
Почетком јула, неколико дана послије избијања масовног устанка против окупатора, Аћимовић је реорганизовао владу, замјеном тројице комесара и именовањем замјеник за већину портфеља. Средином јула, Нијемци су схватили да је Аћимовићев режим неспособан и немоћан да се носи са устанком и почели су тражити замјену. То је резултовало оставком Комесарске управе крајем августа и именовањем Владе народног спаса на челу са бившим министар војске и морнарице Милан Недић, а у којој је Аћимовић био министар унутрашњих послова. Чланови Комесарне управе прихватили су сарадњу са окупаторима како би Србе заштитили од политичких утицаја које су сматрали опаснијим од Нијемаца, као што су демократија, комунизам и мултикултурализам. Они су активно помагали Нијемци у искориштавању становништва и привреде и заузели су „изузетно опортунистичан” поглед на јеврејско питање, а своје учешће у Холокаусту оцијенили као „непријатно, али неизбјежно”. Нема доказа да је колаборација Комесарске управе на било који начин модерирала њемачку окупациону политику.

## Формирање
Адолф Хитлер је на кратко разматрао могућност брисања сваког знака постојања српске државе, али је брзо одустао од ове идеје и почео да тражи погодног Србина да води колаборационистички режим. Након узимања у обзир бившег југословенског премијера Драгише Цветковића, бившег министра иностраних послова Александра Цинцар-Марковића, бившег министра унутрашњих послова Милана Аћимовића, председника клерофашистичког покрета Збор Димитрија Љотића и шефа београдске полиције Драгог Јовановића, војни заповедник Србије се одлучио за Аћимовића, који је оформио своју комесарску владу 30. априла 1941. и која је имала десет комесара. Немци нису изабрали Љотића јер су веровали да има лошу репутацију у српском народу. Аћимовић је био изразити антикомуниста и био је у контакту са немачком полицијом и пре рата. Влада је положила заклетву крајем маја. Преосталих девет комесара били су: Стеван Иванић, Момчило Јанковић, Ристо Јојић, Станислав Јосифовић, Лазо М. Костић, Душан Летица, Душан Пантић, Јеврем Протић и Милосав Васиљевић. Сваки комесар је био задужен за одређено министарство, које је наслеђено од предратне југословенске владе, осим министарства војске и морнарице које је укинуто. Неколико комесара је имало министарска места у предратној југословенској влади, а Иванић и Васиљевић су били блиски Збору. Један од првих задатака је било да се изврши Турнерово наређење о регистровању свих Јевреја и Рома у Србији и увођења строгих ограничења на њихове активности. Имплементацију ових наређења је надгледала немачка војна управа, а Аћимовић и његов комесаријат унутрашњих послова су били задужени за њихово извршавање.
Током маја 1941. Ферстер је издао бројна наређења, међу којима су захтев да се региструју све штампарске машине, ограничења слободе штампе, рада позоришта и других забавних места и наставак привредне производње. Такође је распутио Народну банку Краљевине Југославије и заменио ју је Српском народном банком. Ферстер је касније прекомандован, а 2. јуна на месту заповедника Србије га је наследио још један генерал Луфтвафеа Лудвиг фон Шредер.
Половином маја, Аћимовићева влада је издала декларацију да српски народ жели „искрену и верну сарадњу са њиховим великим суседом, немачком народом“. Већина локалних чиновника у окрузима и срезовима је остала на својим местима, а немачка војна управа је поставила своје људе да надзиру рад локалних власти.
Немци су од Комесаријата тражили да реорганизује Београдски универзитет, најистакнутију наставно-научну институцију Србије, које је пред рат било и највећи и расадник марксистичке образоване омладине у Југославији.

## Списак комесара Србије под немачком окупацијом
| Функција                                                             | Слика | Име и презиме        | Странка                          | Детаљи                        |
| -------------------------------------------------------------------- | ----- | -------------------- | -------------------------------- | ----------------------------- |
| Председник Савета Комесара и комесар Министарства унутрашњих послова |       | Милан Аћимовић       | Српска радикална странка         |                               |
| Комесар Министарства просвете                                        |       | Ристо Јојић          | Демократска странка              |                               |
| Комесар Министарства просвете                                        |       | Велибор Јонић        | ЗБОР                             | После реконструкције 11. јула |
| Комесар Министарства финансија                                       |       | Душан Летица         | Српска радикална странка         |                               |
| Комесар Министарства пошта и телеграфа                               |       | Душан Пантић         |                                  |                               |
| Комесар Министарства правде                                          |       | Момчило Јанковић     | Српска радикална странка         |                               |
| Комесар Министарства народне привреде                                |       | Милосав Васиљевић    | ЗБОР                             |                               |
| Комесар Министарства саобраћаја                                      |       | Др Лазо М. Костић    | Народна радикална странка        |                               |
| Комесар Министарства саобраћаја                                      |       | Др Ранисав Аврамовић |                                  | После реконструкције 11. јула |
| Комесар Министарства социјалне политике и Народног здравља           |       | Др Стеван Иванић     | ЗБОР                             |                               |
| Комесар Министарства грађевина                                       |       | Станислав Јосифовић  |                                  |                               |
| Комесар Министарства исхране                                         |       | Јеремија Протић      | Југословенска национална странка |                               |
| Комесар Министарства исхране                                         |       | Будимир Цвијановић   |                                  | После реконструкције 11. јула |

## Проблеми Аћимовићеве владе
Иако су комесари имали искуства у областима које су им додељене, као и искуства у политици и јавној администрацији, Аћимовићева влада је била у изузетно тешком положају јер није имала никакву назнаку стварне власти. Три главна задатка Аћимовићеве владе су била да осигура помирење становништва са немачком окупацијом, да помогне у обнављању државних служби и да идентификује и уклони непожељне из државне службе. Избеглице које су бежале од прогона у НДХ су почеле масовно да стижу на територију окупиране Србије још пре него што је Аћимовићева влада формирана.
Крајем јуна 1941. Аћимовићева влада је издала проглас у вези управе у Банату, који је успостављен као аутономни регион у саставу Србије, са посебном цивилном управом под контролом локалних фолксдојчера на челу са Јанком Сепом. Иако је Банат званично био у надлежности Аћимовићеве владе, у пракси је био суштински самосталан у односу на Београд. У војном смислу, Банат је, као и остатак Србије, био под контролом Територије војноуправног команданта Србије, преко обласне војне команде у Панчеву.

## Почетак устанка
Почетком јула 1941. почео је оружани устанак у Србији против Немаца и Аћимовићеве владе, који је продубио кризу у земљи.
Крајем јула, нови немачки војни заповедник у Србији, генерал Хајнрих Данкелман, није могао да скупи довољно немачких војника и полицајаца да угуши устанак, па је почео да разматра друге доступне могућности. Пошто је Данкелману наређено да користи доступне снаге најбезобзирније могуће, Турнер је предложио Данкелману да ојача Аћимовићеву владу тако да она може сама да угуши устанак. Немци су сматрали Аћимовићеву владу неспособном и већ половином јула су почели да размишљају о смењивању Аћимовића.
Као одговор на устанак, стотине познатих и утицајних Срба су потписали Апел српском народу, који је штампан у београдским новинама 13. августа. Апел је тражио од српског становништва да помогне властима на сваки начин у њиховој борби против комунистичких устаника, да буде лојално Немцима и осудио је партизански покрет као непатриотски. Аћимовић је наредио да се супруге комуниста и њихови синови старији од 16 година ухапсе и држе као таоци, док су Немци спаљивали њихове куће и уводили полицијски час.
Данкелман је истог дана, у немогућности да нађе појачање на другом месту, наредио генералу Бадеру да угуши устанак, а Бадер је два дана касније издао наређење за почетак акције. Међутим, три слабе посадне дивизије нису биле у стању да спрече ширење устанка. Аћимовићева влада је апеловала на устанике да се врате кућама и обећала награде за убијање устаника и њихових вођа.
Да би ојачао марионетску владу, Данкелман је морао да нађе Србина који је био и познат и поштован међу становништвом, а који би био способан да оснује ефикасне српске оружане одреде и да их немилосрдно искористи против устаника, а да истовремено остане под немачком контролом. Ово је крајем августа довело до оставке Аћимовићеве владе и њене замене Владом народног спаса генерала Милана Недића.